# Qadrius quietus
Qadrius quietus är en skalbaggsart som beskrevs av Abdullah 1964. Qadrius quietus ingår i släktet Qadrius och familjen kvickbaggar. Inga underarter finns listade i Catalogue of Life.